# Untere Mittelklasse

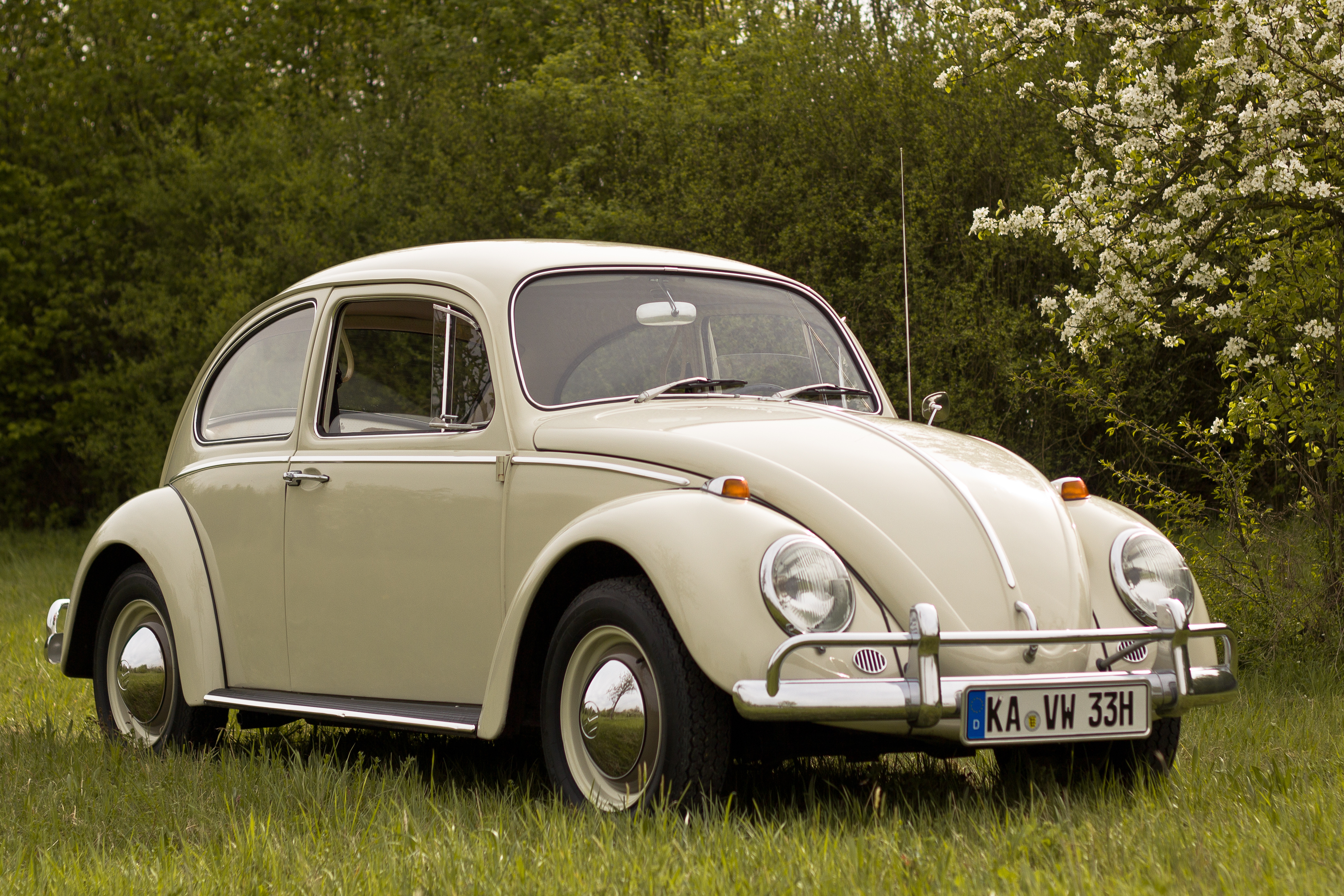
Der Volkswagen Typ 1, bekannt als Käfer, war das meistverkaufte Fahrzeug der unteren Mittelklasse in Westdeutschland. Hier ein Export-Modell von 1966.

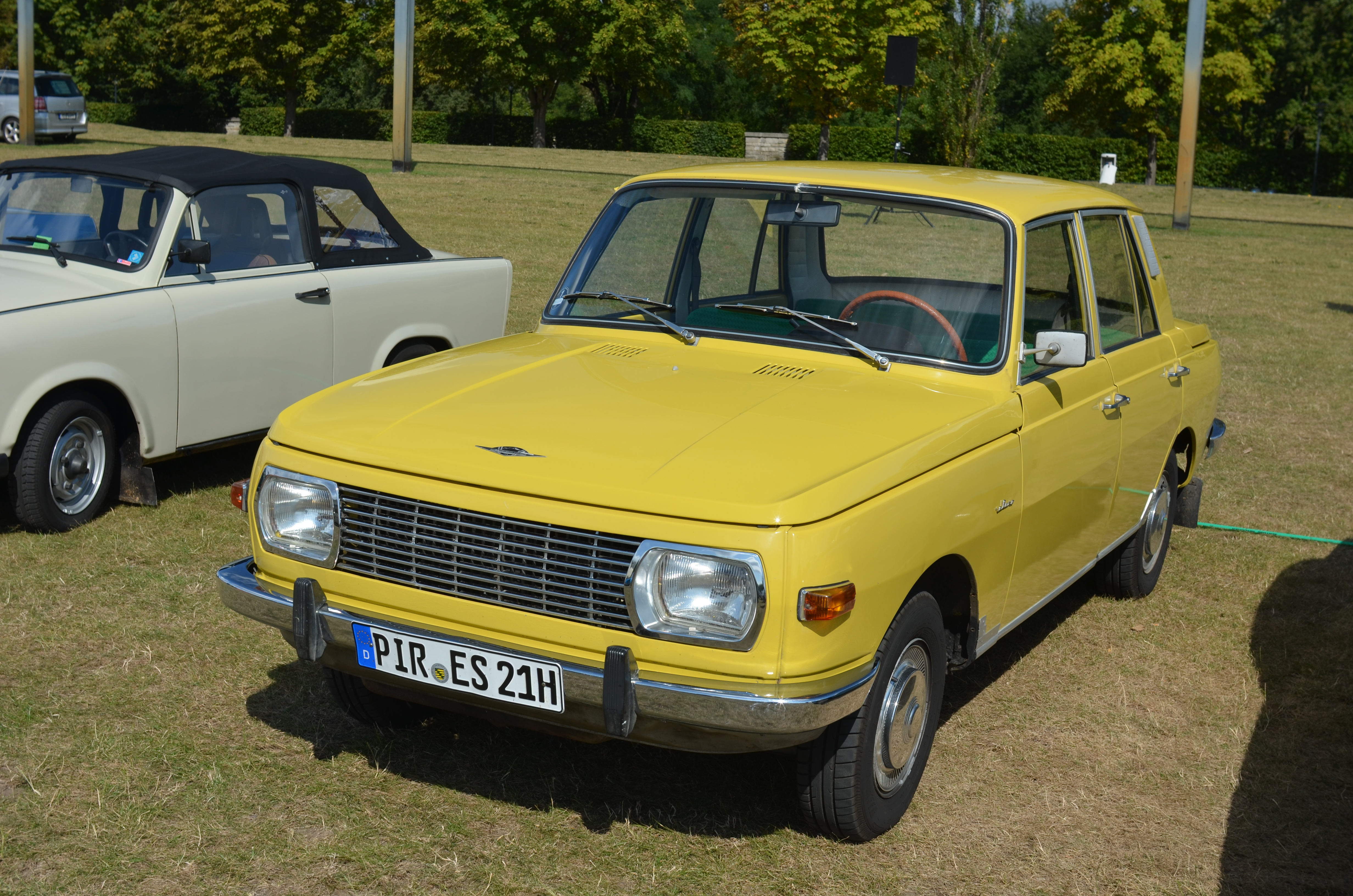
In Ostdeutschland war der Wartburg 353 der am weitesten verbreitete Pkw der unteren Mittelklasse.

Untere Mittelklasse ist die Bezeichnung für die Fahrzeugklasse zwischen Kleinwagen und Mittelklasse. Diese Bezeichnung war insbesondere bis zum Erscheinen des VW Golf I 1974 üblich. Seitdem werden Fahrzeuge dieser Größenklasse meistens in die Kompaktklasse eingeordnet.
Typisch sind eine zwei- oder viertürige Karosserie und Drei- oder Vierzylindermotoren mit einem Hubraum von etwa 1000 cm³ in der Basismotorisierung.

## Abgrenzung gegenüber der Kompaktklasse
Fahrzeuge, die ab 1974 erschienen, sind meist der Kompaktklasse zuzuordnen. In diese wurden rückwirkend allerdings auch vor 1974 erschienene Fahrzeuge eingeteilt, wenn sie die typischen Merkmale der Kompaktklasse (quer eingebauter Frontmotor, Frontantrieb, fünftürige Schrägheck-Karosserie) haben. Beispiele hierfür sind der Autobianchi Primula und Simca 1100.
Gelegentlich werden von Fahrzeugen der Kompaktklasse abgeleitete Stufenheckmodelle als „untere Mittelklasse“ bezeichnet, das Kraftfahrt-Bundesamt rechnet sie aber ebenfalls der Kompaktklasse zu.

## Beispiele

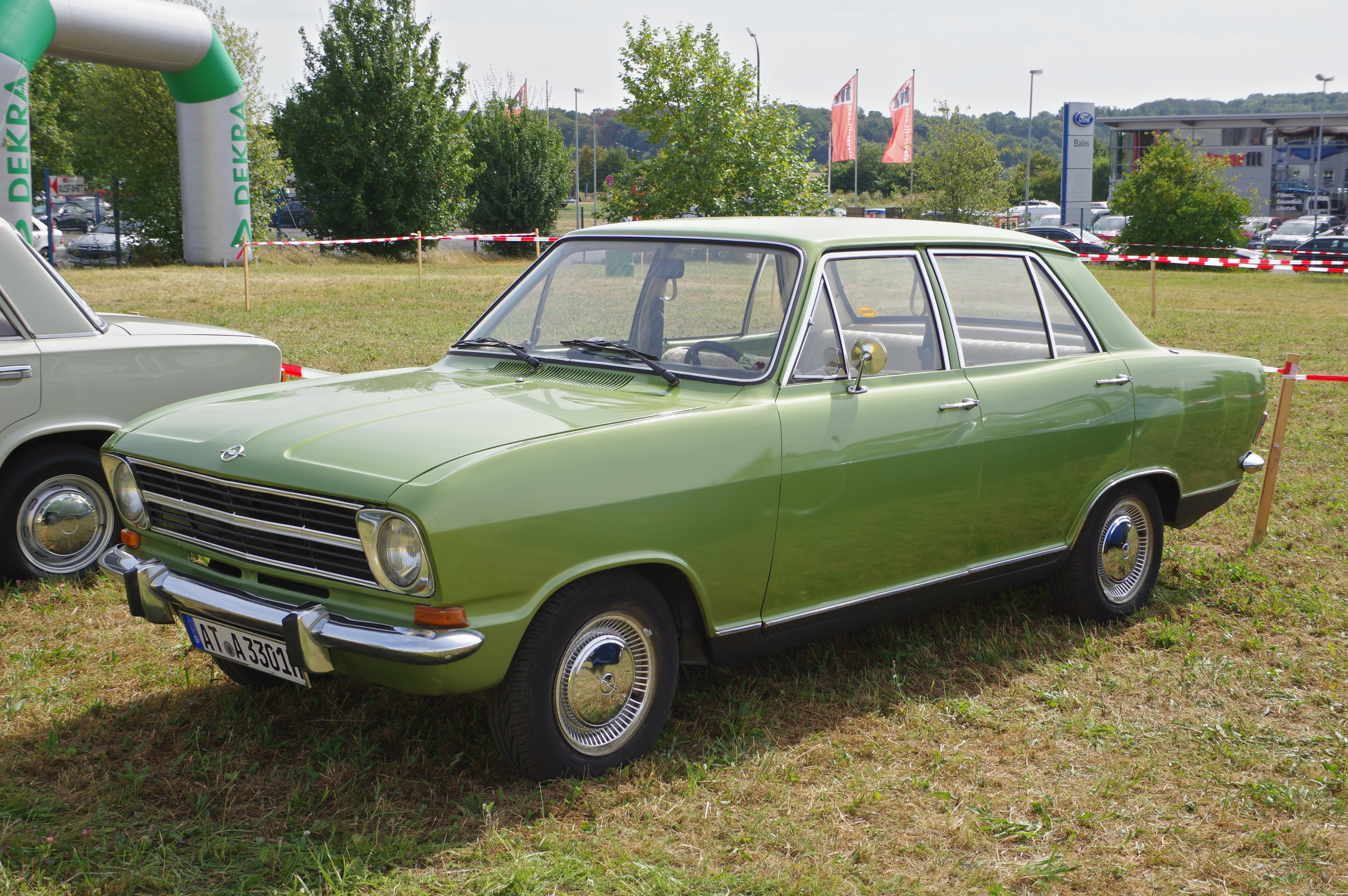
Opel Kadett B
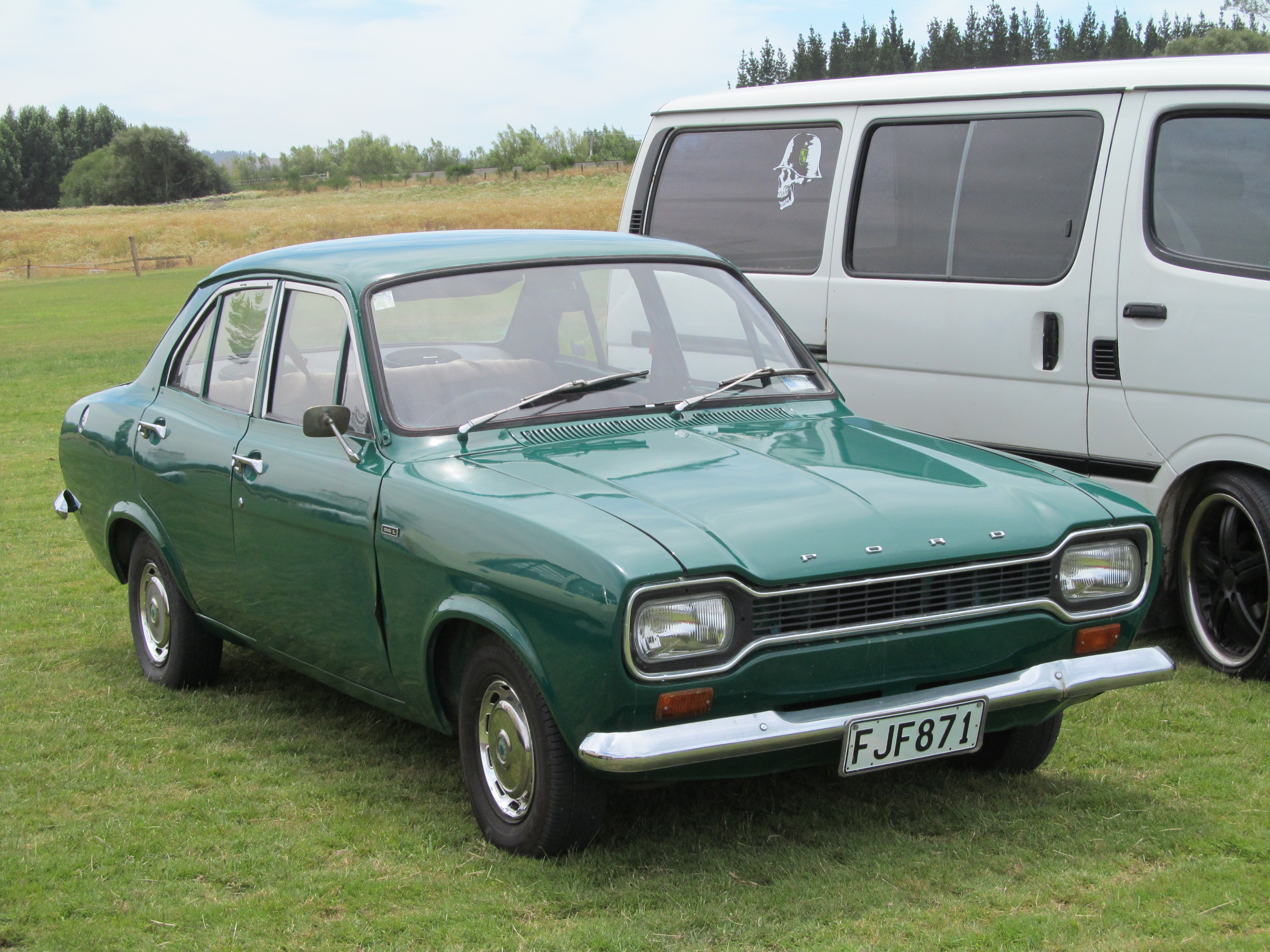
Ford Escort, 1. Generation
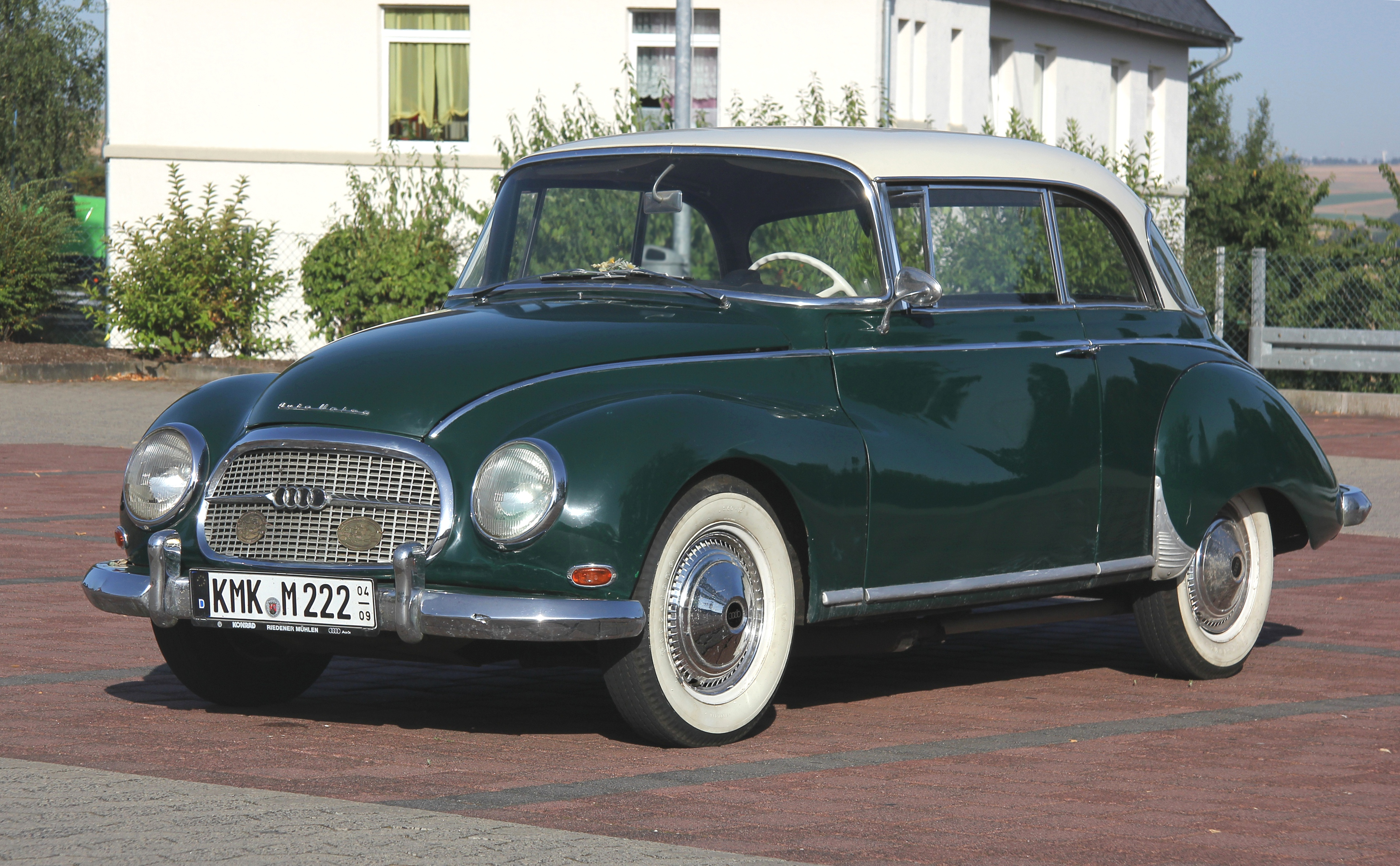
Auto Union 1000
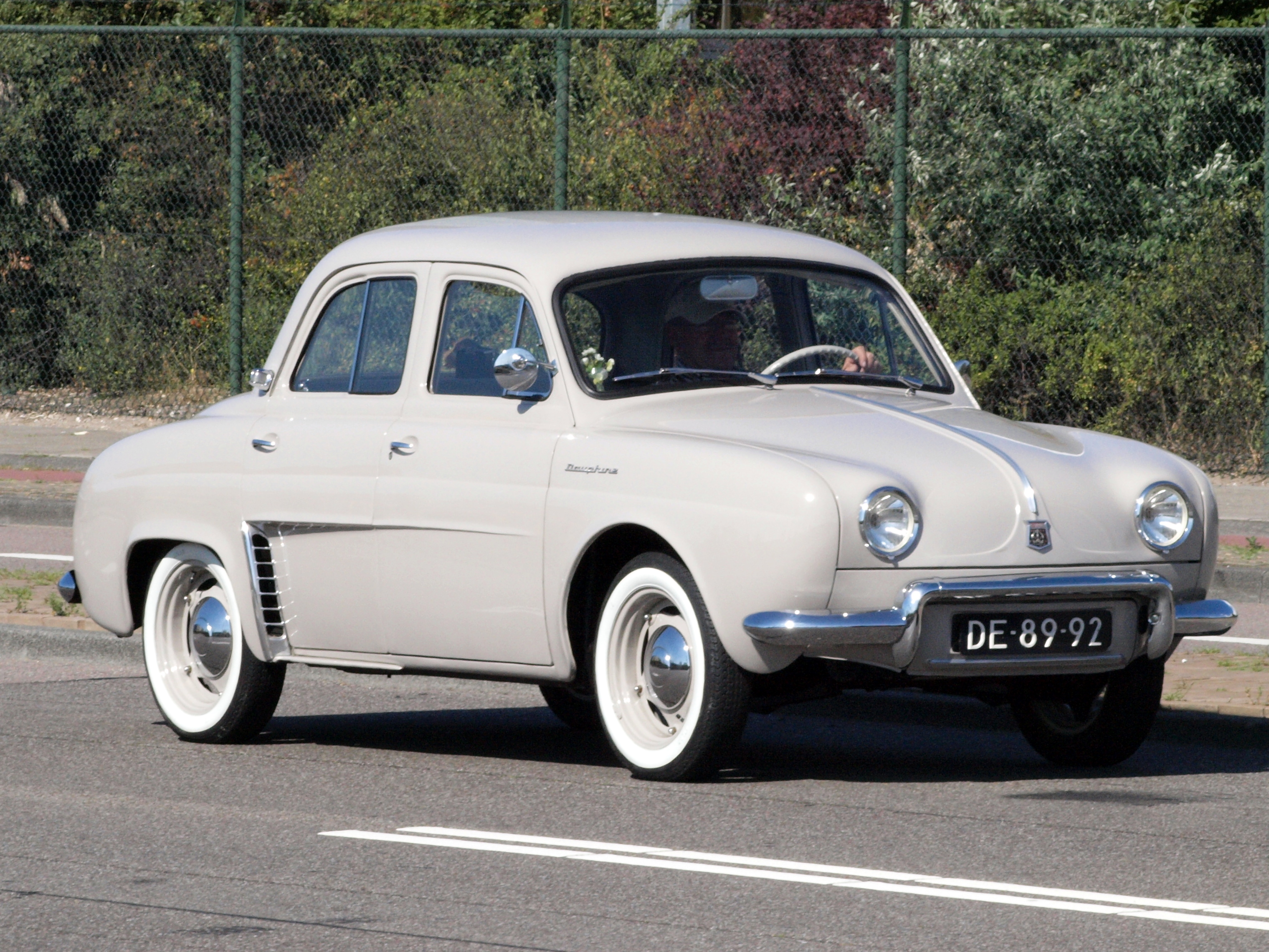
Renault Dauphine
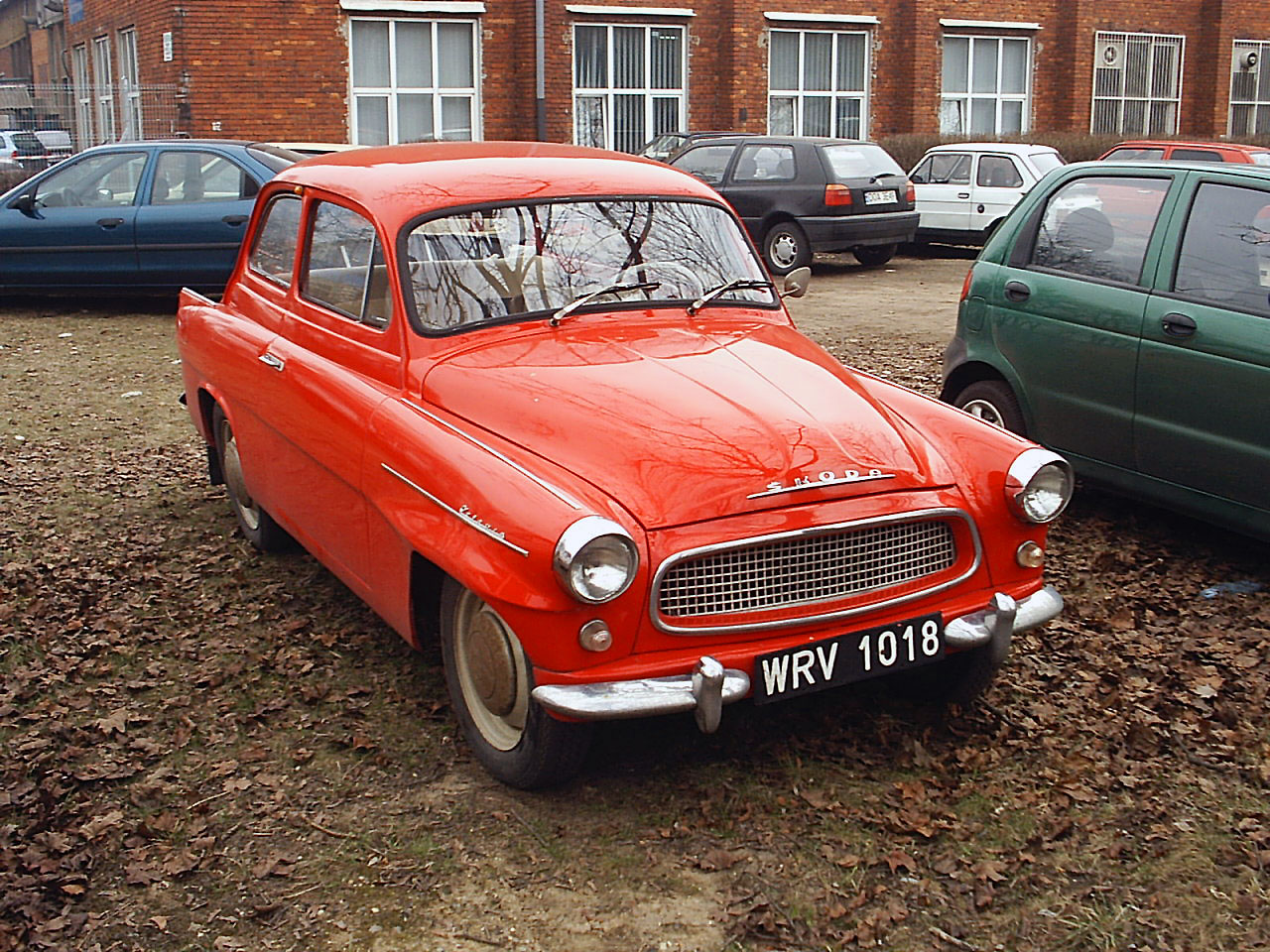
Škoda 440 Octavia
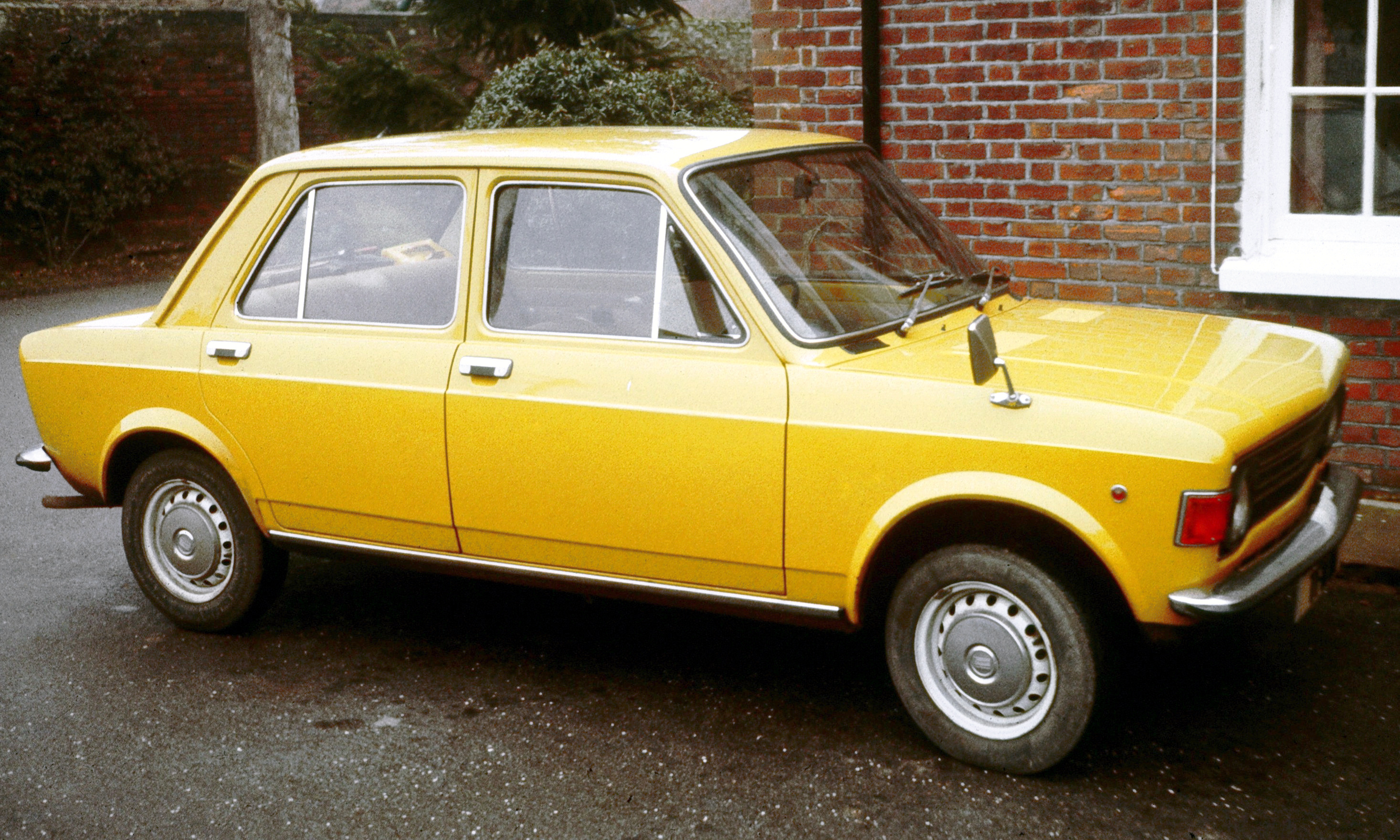
Fiat 128
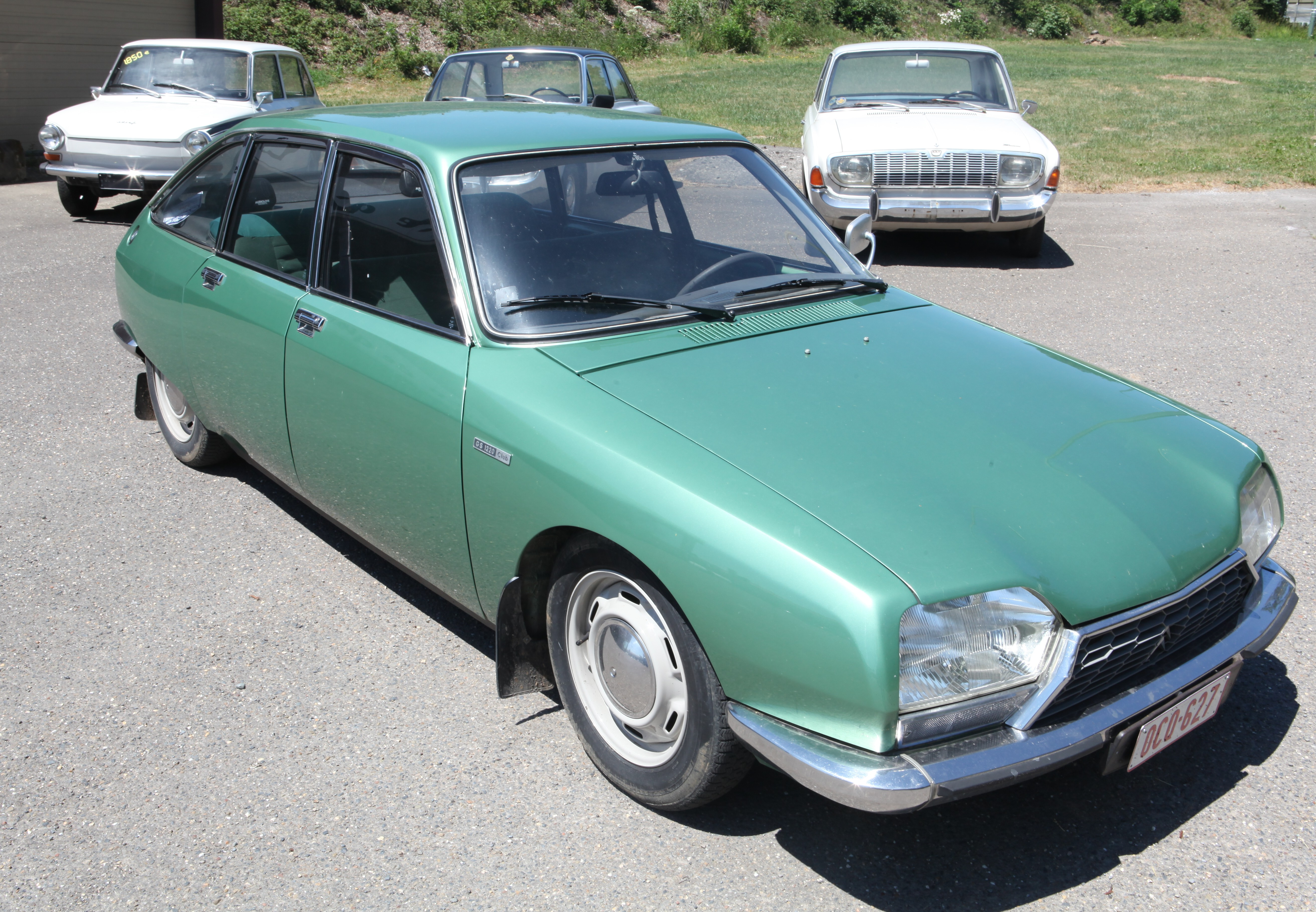
Citroën GS
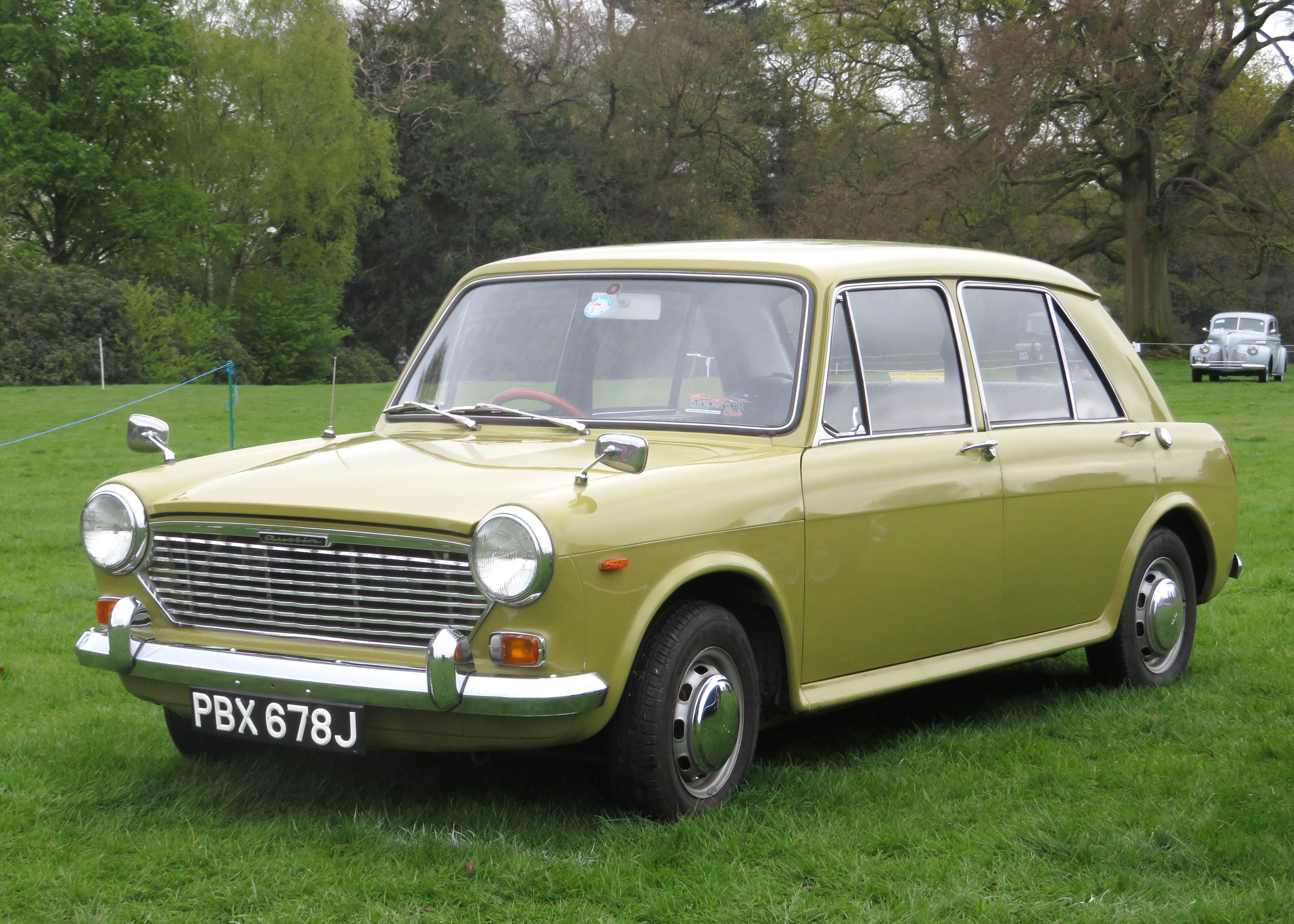
Austin 1100